# NGC 5616
NGC 5616 é uma galáxia espiral barrada (SBbc) localizada na direcção da constelação de Boötes. Possui uma declinação de +36° 27' 41" e uma ascensão recta de 14 horas, 24 minutos e 20,6 segundos.
A galáxia NGC 5616 foi descoberta em 1 de Maio de 1785 por William Herschel.